# Lijst van rijksmonumenten in Handel
De plaats Handel telt 10 inschrijvingen in het rijksmonumentenregister. Hieronder een overzicht.
| Object | Oorspronkelijke functie?  | Bouwjaar       | Architect | Locatie                       | Coördinaten?                  | Nr.?   | Afbeelding        |
| --- | ------------------------- | -------------- | --------- | ----------------------------- | ----------------------------- | ------ | ----------------- |
| Kerk O.L.V. ten Hemelopneming                                                                                              | Kerk en kerkonderdeel     | 1747           |           | O.-L.-Vrouwestraat 61         | 51° 34' 46" NB, 5° 42' 50" OL | 16059  | Meer afbeeldingen |
| Capucijnenklooster | Klooster, kloosteronderdl | 1839-1850-1855 |           | Pater Petrusstraat 21         | 51° 35' 9" NB, 5° 42' 36" OL  | 16060  | Meer afbeeldingen |
| Ossenkapel | Kapel                     | 1888-1891      |           | Tussen Gemert en Handel.      | 51° 34' 20" NB, 5° 42' 31" OL | 518069 | Meer afbeeldingen |
| Reeks bedevaartkapellen, aan de Handelseweg tussen Gemert en Handel                                                        | Kapel                     | 1888-1891      |           | i.h. verlengde v.d. weg (bij) | 51° 34' 20" NB, 5° 42' 31" OL | 518070 | Meer afbeeldingen |
| Processiepark Handel: Rozenkransweg, bestaande uit vijftien kapellen langs de rand van het Processiepark met beeldhouwwerk | Kapel                     | 1909           |           | O.-L.-Vrouwestraat 61         | 51° 34' 46" NB, 5° 42' 51" OL | 518084 | Meer afbeeldingen |
| Processiepark Handel: Kruisweg, bestaande uit veertien sculpturen in neo-gotische stijl                                    | Straatmeubilair           | 1918-1919      |           | O.-L.-Vrouwestraat bij 61     | 51° 34' 48" NB, 5° 42' 57" OL | 518085 | Meer afbeeldingen |
| De Diepert | Boerderij                 | 1915           |           | Peeldijk 53                   | 51° 34' 29" NB, 5° 44' 16" OL | 518100 | Meer afbeeldingen |
| Processiepark Handel: Aanleg processiepark                                                                                 | Tuin, park en plantsoen   | vanaf 1902     |           | O.-L.-Vrouwestraat 61         | 51° 34' 48" NB, 5° 42' 58" OL | 530824 | Meer afbeeldingen |
| Processiepark Handel: Reliëf bruiloft te Kana                                                                              | Kerk en kerkonderdeel     | 1920           |           | O.-L.-Vrouwestraat 61         | 51° 34' 48" NB, 5° 42' 58" OL | 532046 | Meer afbeeldingen |
| Processiepark Handel: "Heilig putje"                                                                                       | Kerk en kerkonderdeel     | 1919           |           | O.-L.-Vrouwestraat 61         | 51° 34' 48" NB, 5° 42' 58" OL | 530824 | Meer afbeeldingen |